# 可憐天下父母心 (電視劇)
《可憐天下父母心》，香港亞洲電視製作的劇集，全劇共30集，監製為李愛琼。

## 演員表
- 譚炳文 飾 張立紀
- 鮑起靜 飾 李笑卿
- 宗　揚 飾 張家歡
- 駱達華 飾 張家樂
- 黃江祥 飾 張家安
- 文頌嫻 飾 張家欣
- 羅頌華 飾 阿華
- 容錦昌 飾 黎志成
- 楊玉梅 飾 阿May
- 李小惠 飾 阮靜嫻
- 陳綺明 飾 梁碧心
- 黃麗梅 飾 Flora
- 張錚   飾 May父
- 譚少英 飾 May母
- 陳麗雲 飾 阮太太
- 胡渭康 飾 楊世業
- 吳廷燁 飾 楊世昌
- 嘉俊 飾 楊世藩
- 江圖 飾 楊展圖
- 程文意 飾 Ling
- 洪玉蘭 飾 Gigi
- 陳劍雲 飾 泉叔
- 佘文炳 飾 忠伯
- 梁錦燊 飾 Uncle Wu
- 李樹佳 飾 Raymond
- 萬斯敏 飾 安下屬
- 方萍 飾 華母
- 劉國武
- 劉宗基
- 仲　煒